# ハンス・ニベル
ヨハン・"ハンス"・ニベル（Johann "Hans" Nibel、1880年8月31日 - 1934年11月25日）は、ドイツの自動車技術者である。ベンツ社、後にダイムラー・ベンツ社で技術者と取締役を務め、技術面と経営面の両方の分野で活躍した。
車両開発の分野では、名車とされる車を多く残している人物だが、速度記録車のブリッツェン・ベンツ（1909年）、大型高級リムジンの「グロッサー・メルセデス」ことメルセデス・ベンツ・770/770K（W07。1930年）、小型車のメルセデス・ベンツ・170（W15。1931年）、グランプリカーのメルセデス・ベンツ・W25（1934年）は特に有名である。

## 経歴
父がオーストリア＝ハンガリー帝国メーレン地方のオレシャウ（後のチェコ共和国モラヴィア地方のオルシャニ）で製紙工場の所長をしていたことから、ニベルは同地で生を受けた。
父親の仕事の影響で子供の頃から工業技術に興味を持ち、学校に通うようになると、数学、物理学、絵画で非常に優れた成績を収めた。長じて、ニベルはミュンヘン工科大学へと進み、工学の学位を得て卒業した。

### ベンツ社
さまざまな機械工場に勤めて専門的な技能を学んだ後、1904年3月1日にベンツ社（Benz & Cie.）に入社して、設計者として働き始めた。
ニベルの最初の仕事はパルシファルの改良だった。ニベルはそれまでベンツ車で好んで使用されていた2気筒のエンジンを廃止させ、4気筒のエンジンを新たに設計した。そうして、それまで18馬力だったエンジン出力は1904年中に80馬力にまで高まった。
ニベルの出世は早く、入社してほどなくデザイン部門の副チーフとなり、1908年に28歳の若さで設計部門の責任者に昇進した。1909年には200馬力もの出力を発生するエンジンを搭載したレーシングカーのベンツ・タイプRE（ベンツ・200PS）を開発し、次いで、それを改修した速度記録車のブリッツェン・ベンツなどを開発した。市販車では1908年に発表したベンツ・6/14 PSなどを手がけた。
1911年11月には同社の署名権限者の一人となり、1917年8月には取締役会の副メンバーとなり、経営面にも参加を始める。これは自動車設計における貢献に対するものというより、第一次世界大戦の開戦以前にニベルが生産体制を整えていたことで、同社が機会を逃さず軍需製品の需要を満たせたことに報いるものだった。戦後の1922年8月には取締役会の正式メンバーとなって経営陣に加わった。
1923年にはベンツ・トロップフェンワーゲンを開発し、同車はグランプリレースに投入された。同車は、流線形のボディ形状が特徴だが、車体内部も、足回りには四輪独立懸架を採用し、エンジンは車体後方に搭載する（リアエンジン）というどちらも当時のレーシングカーとしては異例の先進的な技術が投じられた車両だった。同年には世界初のディーゼルエンジン搭載の公道用車両となる農業用トラクターを世に送り出した。
1924年には近い将来の合併に向けて、ダイムラーの取締役会にも名を連ね、同社の技術部長であるフェルディナント・ポルシェと同格の権限を与えられる。ヴィルヘルム・キッセルによる主導の下、ニベルも両社の合併に尽力し、1926年にベンツ社とダイムラーは合併してダイムラー・ベンツが設立され、ニベルは同社の取締役の一人となった。

### ダイムラー・ベンツ
1929年1月1日、取締役会で生じた今後の開発方針を巡る対立の末、フェルディナント・ポルシェが前年末でダイムラー・ベンツを去ったため、ニベルが新たな技術部長となり、技術部門の単独の責任者となった。
責任者となったニベルは1929年から1934年までの短い期間で数々の市販車の名車を生み出すことになる。

#### 市販車における成功

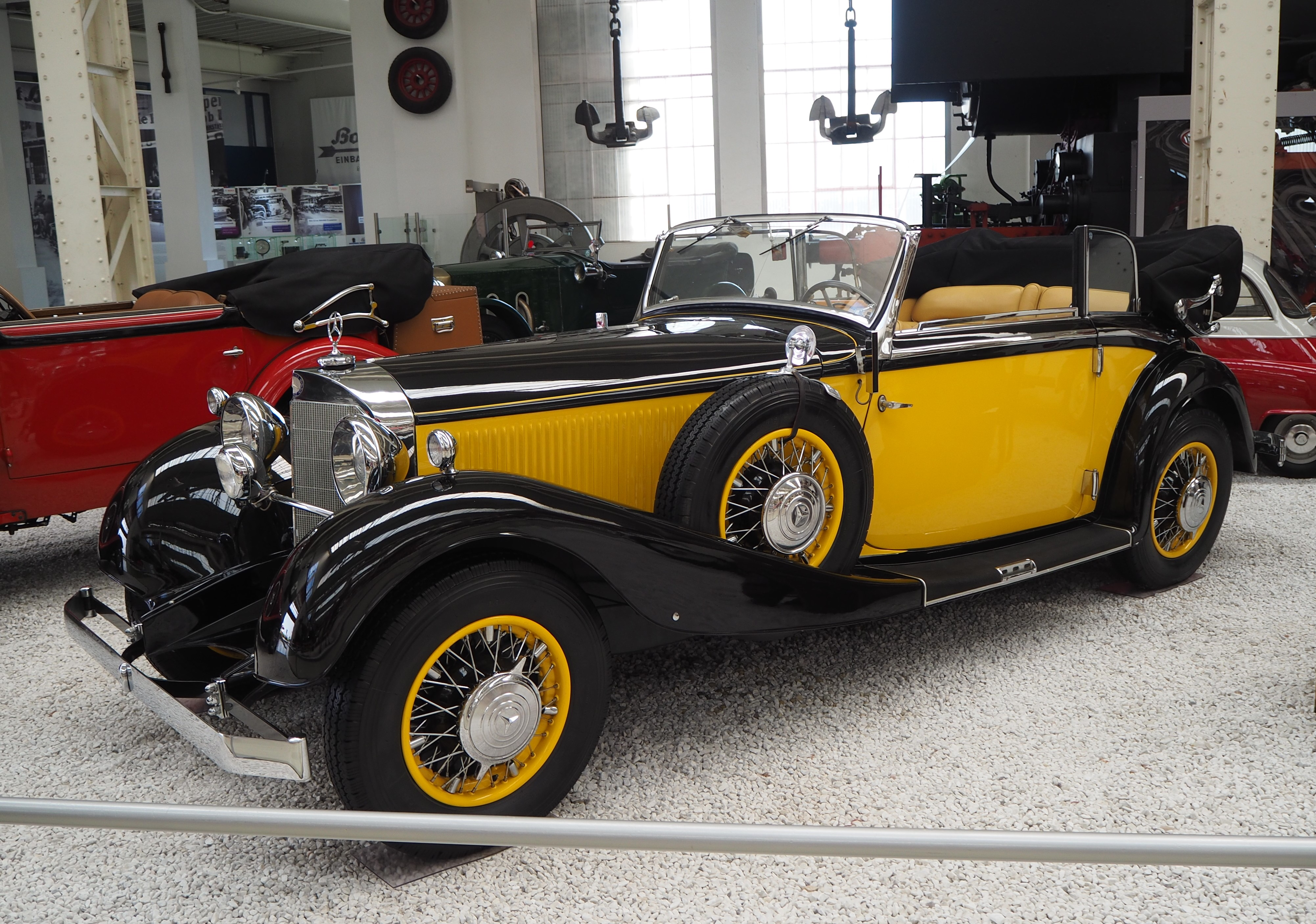
380（1934年）

ニベルは技術部長に着任した当初はポルシェが残した車両の洗練に注力することとなる。
ニベルが改良した小型車8/38 PS（W02。通称「シュトゥットガルト」）は1929年に発売され、世界恐慌下にもかかわらずかなりの生産量を確保し、窮状にあったダイムラー・ベンツの屋台骨を支えた。同時期に、同社としては初の8気筒（直列8気筒）エンジンを搭載した460（W08。通称「ニュルブルク」）も手掛け、こちらは様々なバリエーションが作られ、1939年まで販売されるロングセラー車となった。
高級大型リムジンの770/770K（W07）はメルセデス・ベンツを象徴する高級車として知られるようになり、ブランド名を冠して「グローサー・メルセデス」（「大きなメルセデス」、「偉大なるメルセデス」）と呼ばれる最初の車両となった。
1931年に発売された170（W15）では、量産車としては世界で初めて四輪独立懸架式サスペンションを採用した。それにより、小型車でありながら安定した乗り心地と操縦性を実現し、ブレーキも油圧式ブレーキを四輪に装備し、トランスミッションにはオーバードライブを備えるなど、数々の先進的な機能が盛り込まれた。
中でもこの時点における頂点と言われるのは、1932年の380（W22）である。この車両は2年間で154台しか売れず、商業的には失敗だったが、技術的にはそれまでのメルセデス・ベンツ車両の集大成と言うべきものだった。スーパーチャージャー搭載の「380K」では、オーバーヘッドバルブ（OHV）のエンジンをコンプレッサーで過給し、最上位モデルでは140馬力を出力し、時速145 kmで走行することが可能だった。車体はフロントをダブルウィッシュボーン、リアをスイングアクスル式とした独立懸架を備え、こうした設計は同じニベルの作であるグランプリカーのW25にも影響を与えた。
1934年にはこれまでの車両とはコンセプトを異にする小型車130（W23）を発表した。この車両もまた商業的には失敗した内のひとつだが、かつてのベンツ・トロップフェンワーゲンと同じリアエンジンのレイアウトを採用した、「リアエンジンの小型車」であり、その先進的な設計は高く評価されることになる。

#### レーシングカーにおける成功

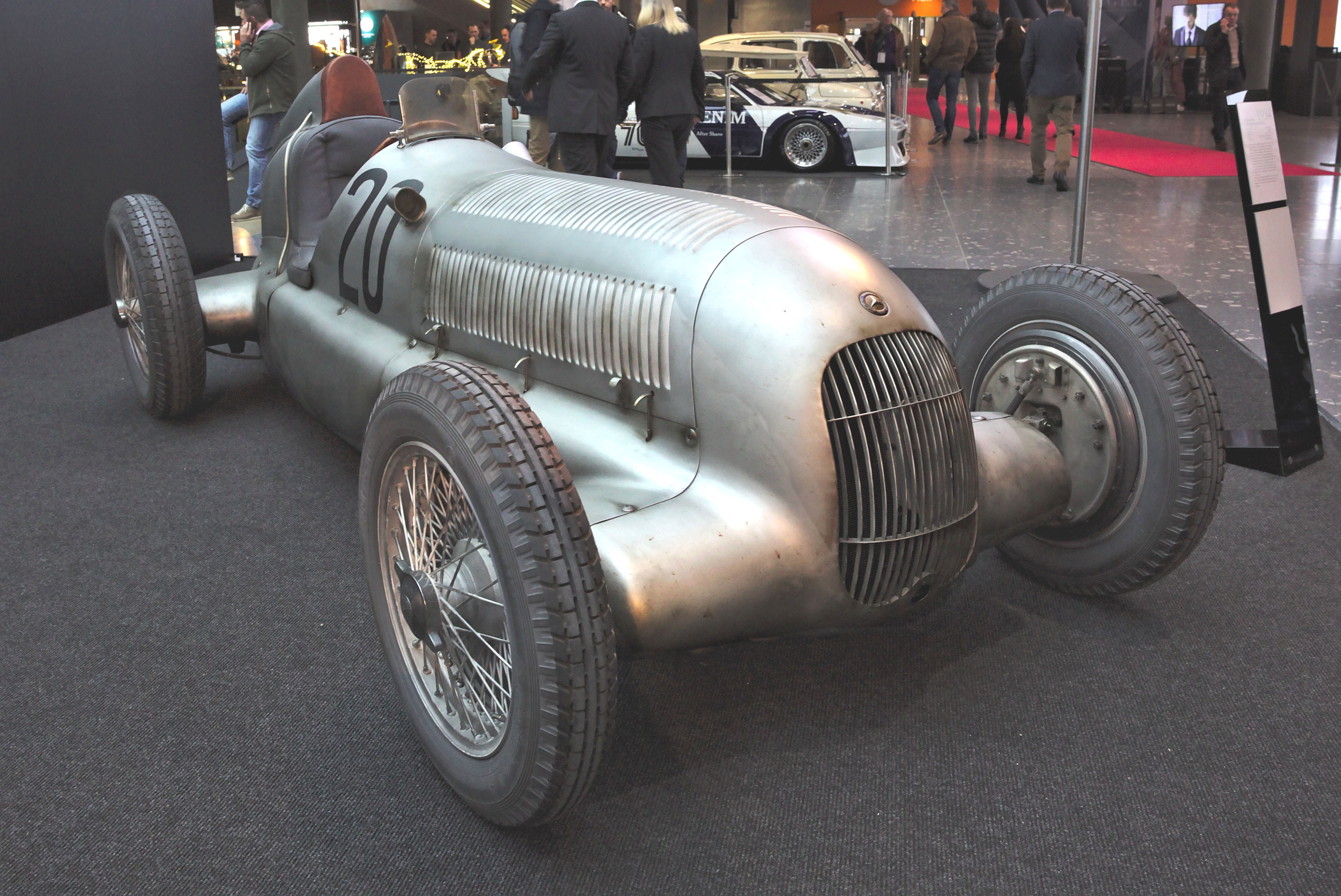
W25（1934年）

1928年限りでポルシェがダイムラー・ベンツを去り、残されたSシリーズ（W06。S/SS/SSK）の開発はニベルが引き継いだ。Sシリーズは市販スポーツカーだがレース用に転用されて、ワークスチームのメルセデスチームでも使用されており、ニベルはレース仕様のSSKをより軽量化して、より大きなスーパーチャージャーを搭載した「SSKL」を1931年のレースシーズンに向けて完成させた。
1934年のグランプリシーズンから施行された「750㎏フォーミュラ」に合わせてニベルが開発したメルセデス・ベンツ・W25は、「シルバーアロー」誕生の逸話で知られる車両である。この車両でもニベルは、スーパーチャージャーを搭載した8気筒のエンジン、独立懸架式サスペンションといった基本的なコンセプトは市販車のそれを維持した。参戦2年目となる1935年には、同車はルドルフ・カラツィオラにヨーロッパドライバーズチャンピオンのタイトルをもたらすことになる。しかし、その姿をニベルが目にすることはなかった。

### 死去
1934年11月25日、ニベルはレースの準備のためベルリンに向かおうとした途上、シュトゥットガルトの駅で心臓発作を起こして急死した。遺体はシュトゥットガルトのプラハ墓地に埋葬された。
ニベルの死により、技術部長の職はマックス・ザイラーが引き継いだ。レーシングカーの開発体制は立て直しが必要になり、ザイラーは専従できなかったため、1936年半ばにフリッツ・ナリンガーが管轄するテスト部門の下にレース部門（レーシングカー開発部門）が新たに設けられ、ルドルフ・ウーレンハウトがその責任者となった。

### その後の車両開発への影響
ニベルが陣頭指揮をとった期間は5年ほどの短期に留まったが、それ以後もニベルの思想は同社の車両開発において重要な指針として受け継がれていくことになる。市販車においてはニベルの遺産が活用され、ニベルが開発した車両の直接の発展形として、500K/540K（W29。1934年）、170V（W136。1936年）、260D（W138。1938年）などが開発された。技術面でも、独立懸架式サスペンション、スイングアクスル式サスペンション、オーバードライブ、ディーゼルエンジンといったニベルが導入した技術はその後のダイムラー・ベンツでも引き継がれ、開発が加えられていった。

## 代表作
ニベルが主導して開発した車両を以下に例示する。「※」印が付いている車両は前任者のフェルディナント・ポルシェが設計した車両を改良したものである。

### 市販車

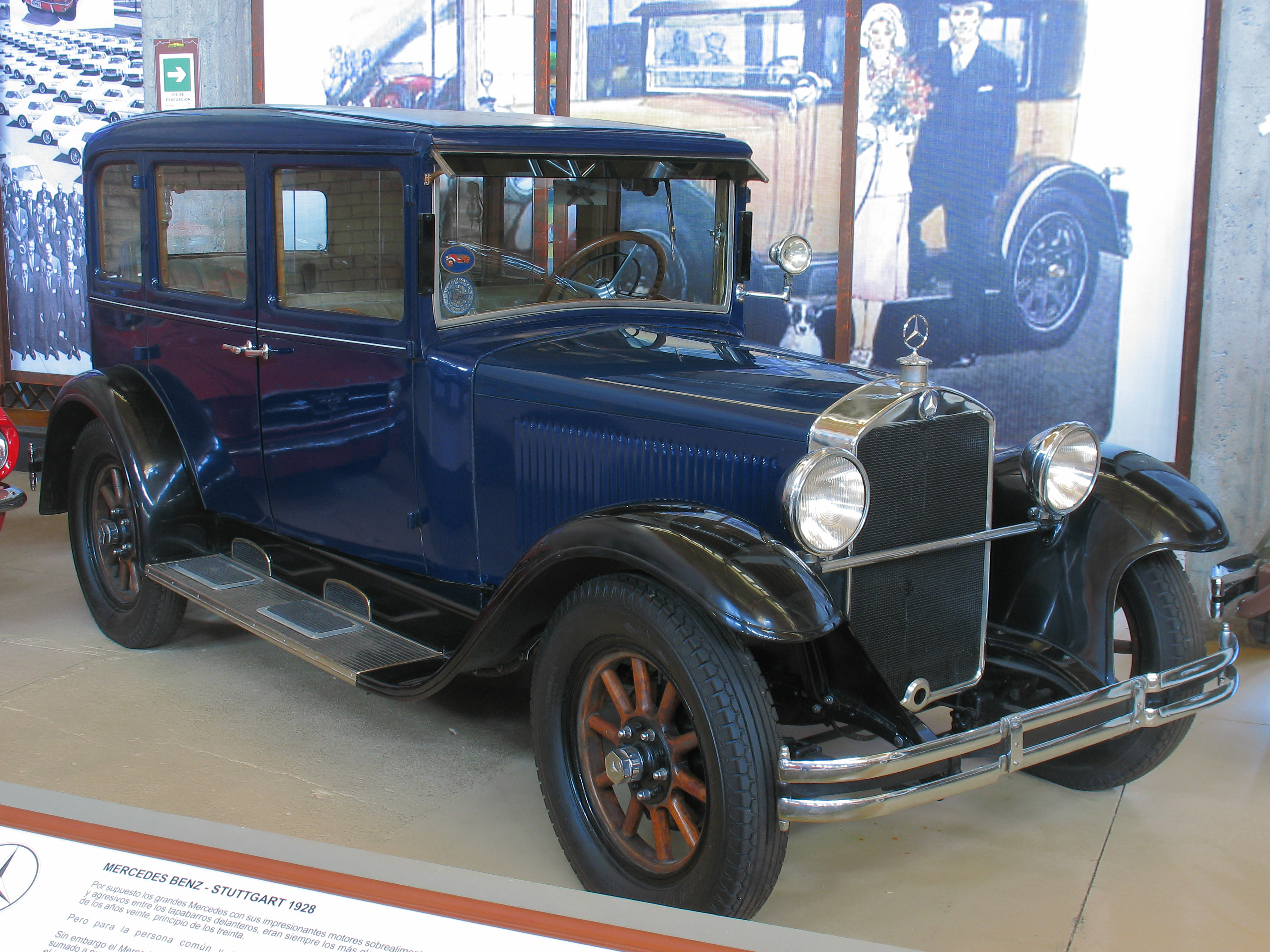
1929年 8/38PS (W02)※
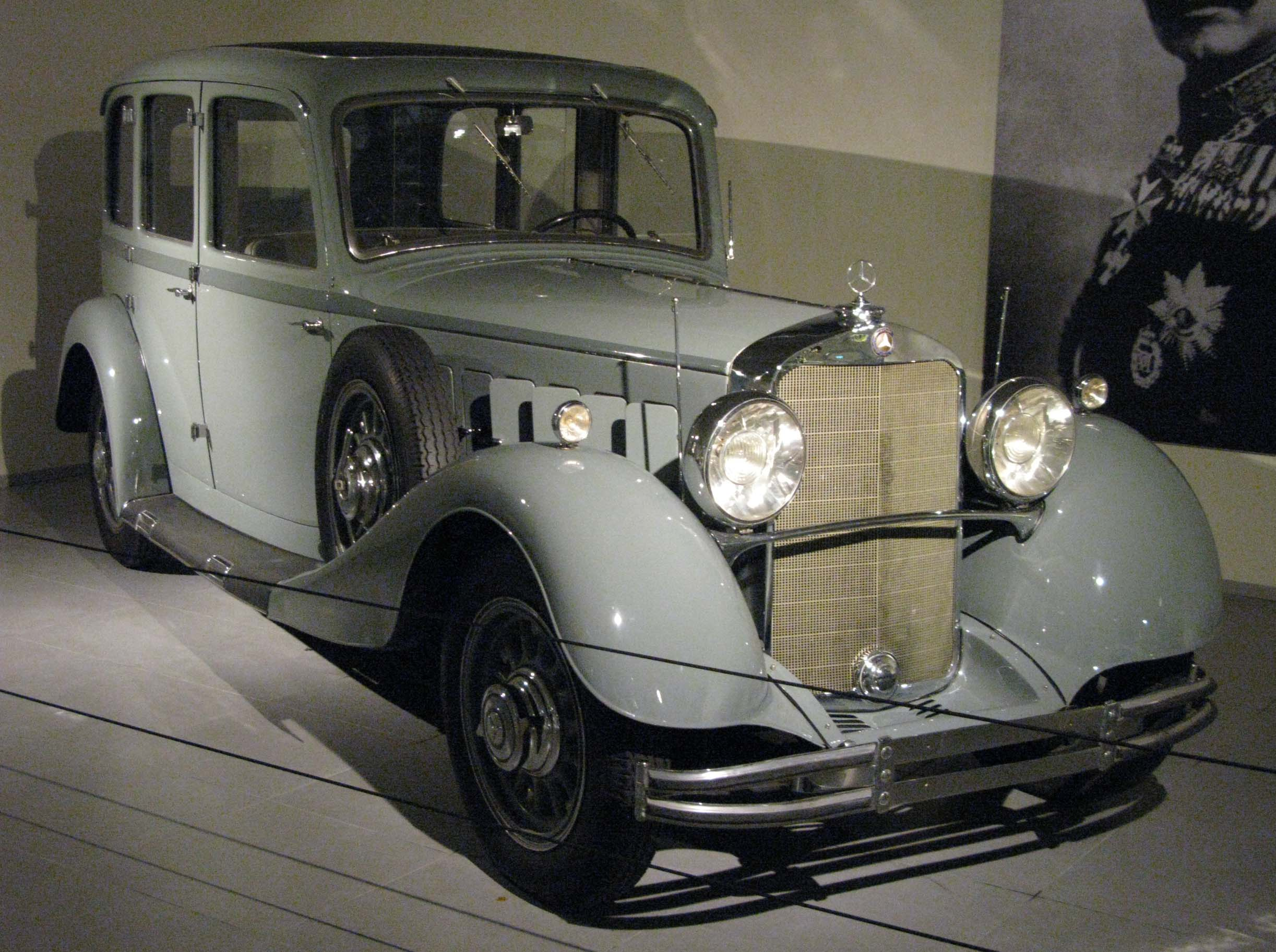
1929年 500 (W08)※
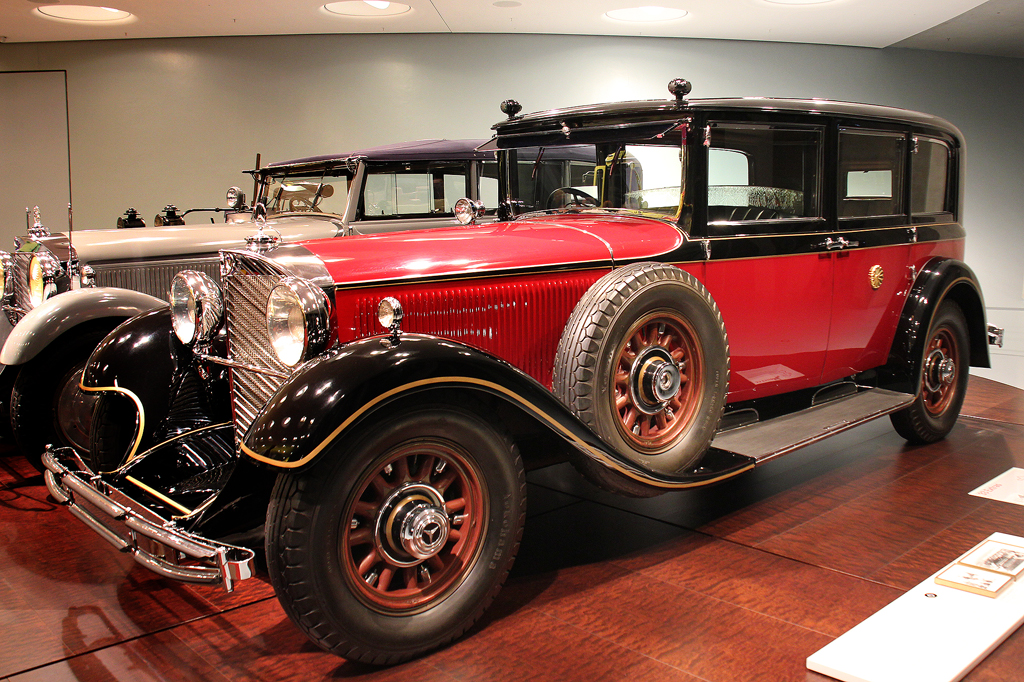
1930年 770 (W07)
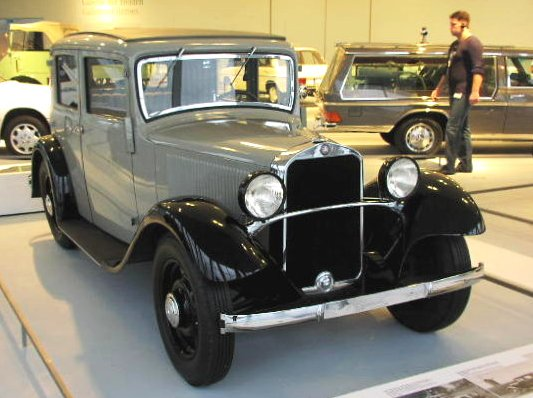
1931年 170（W15）
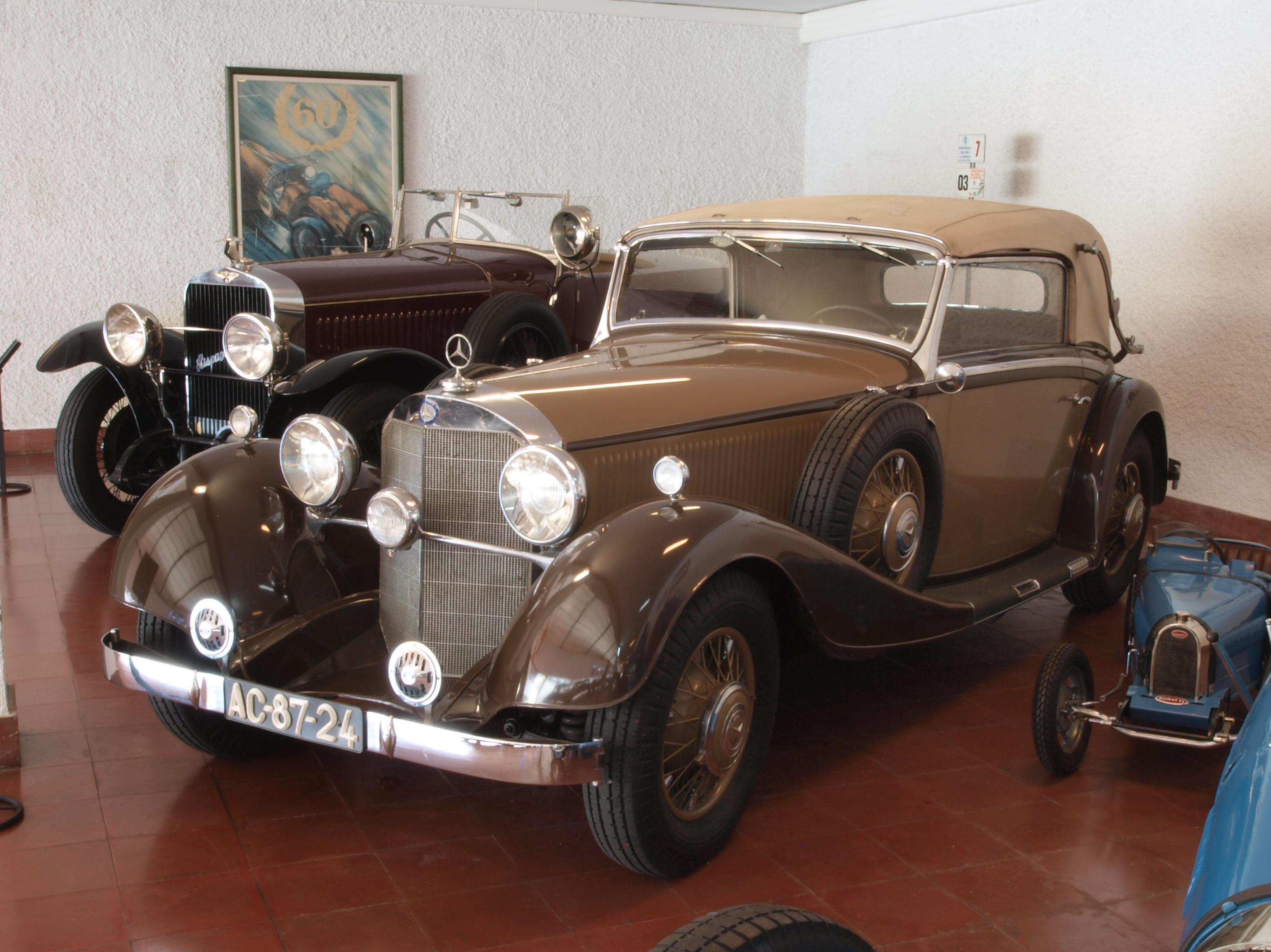
1932年 380K (W22)
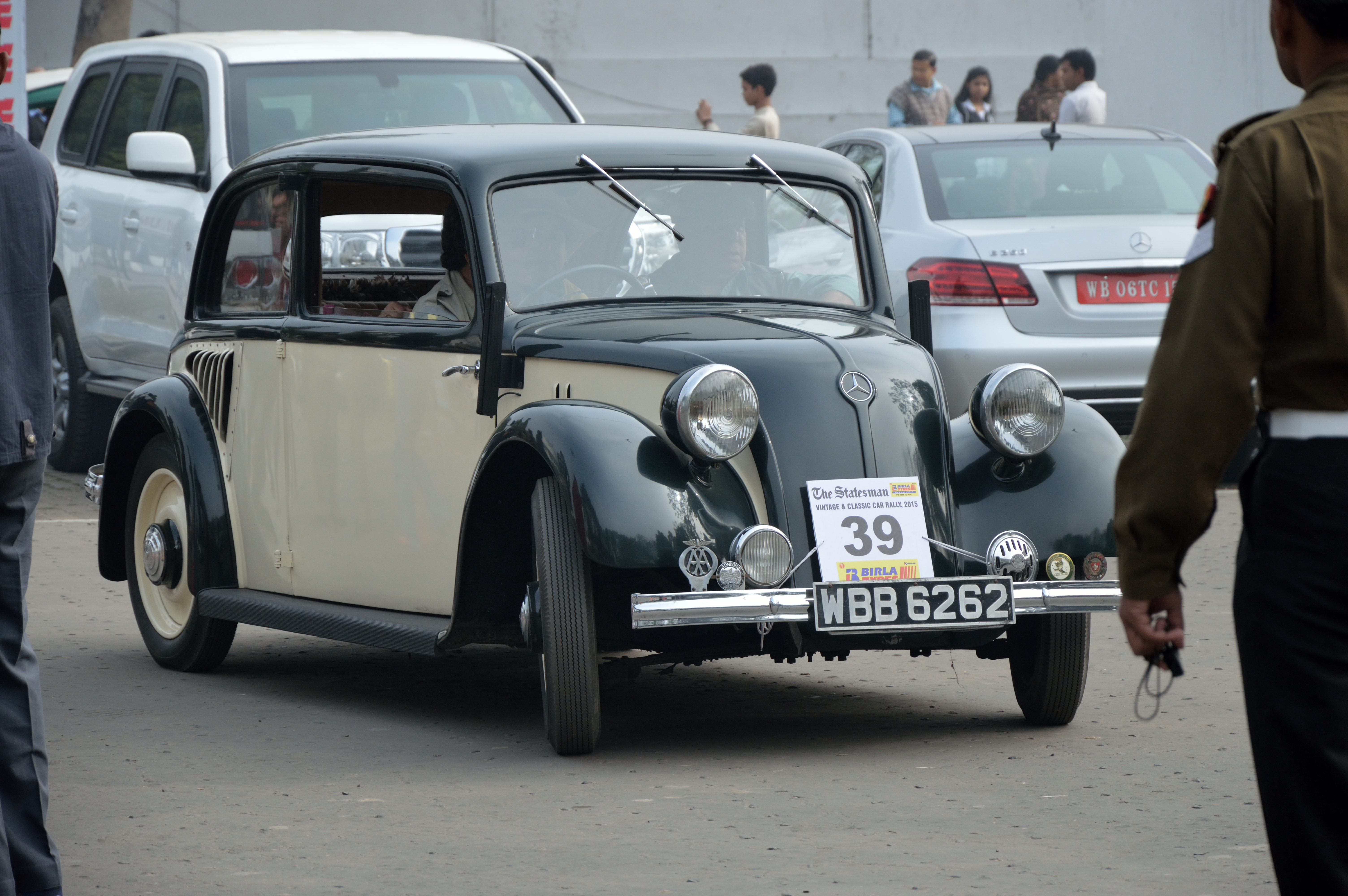
1934年 130 (W23)

### レーシングカー

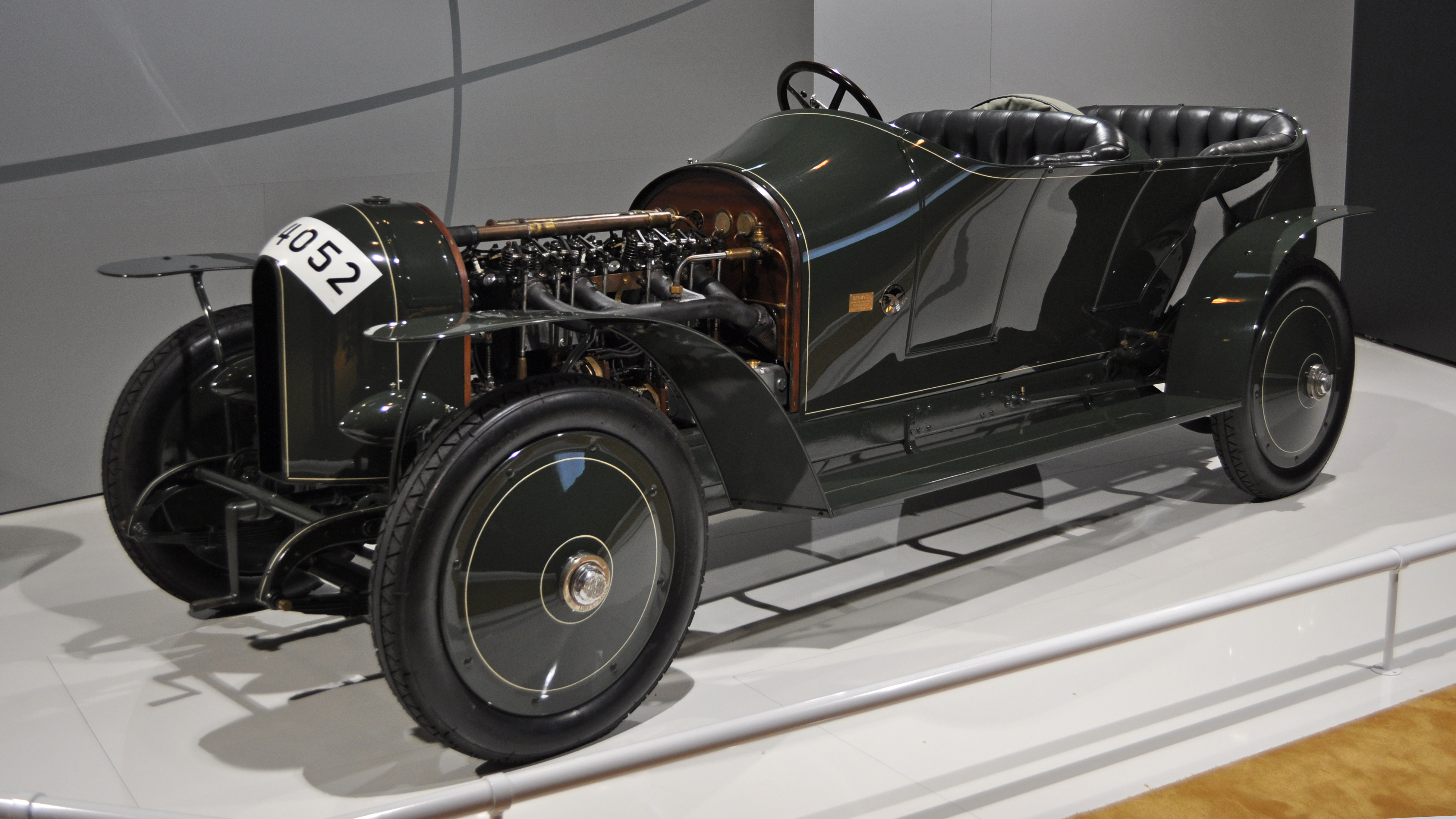
1909年 ベンツ・プリンツ・ハインリヒ・ワーゲン
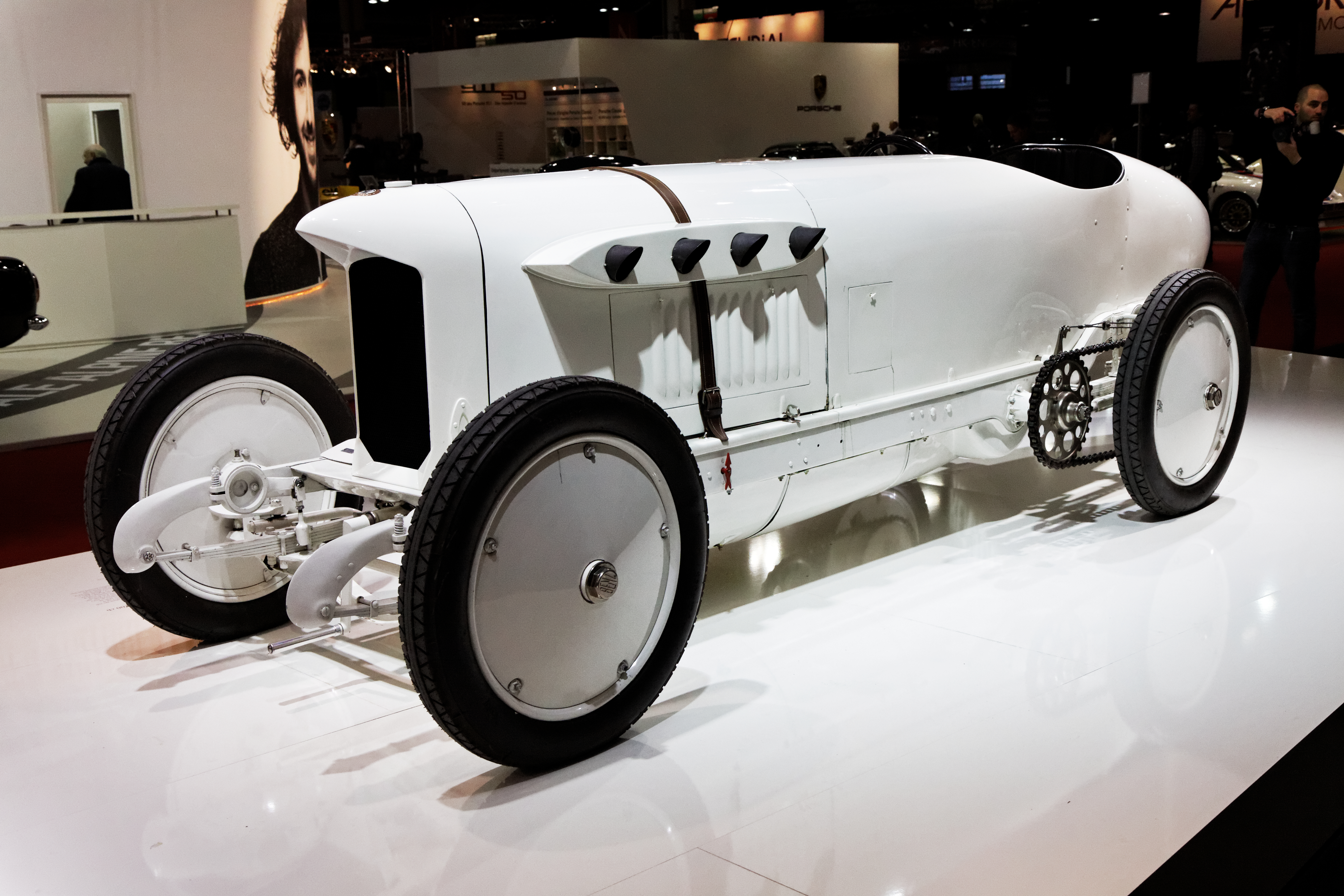
1909年 ブリッツェン・ベンツ
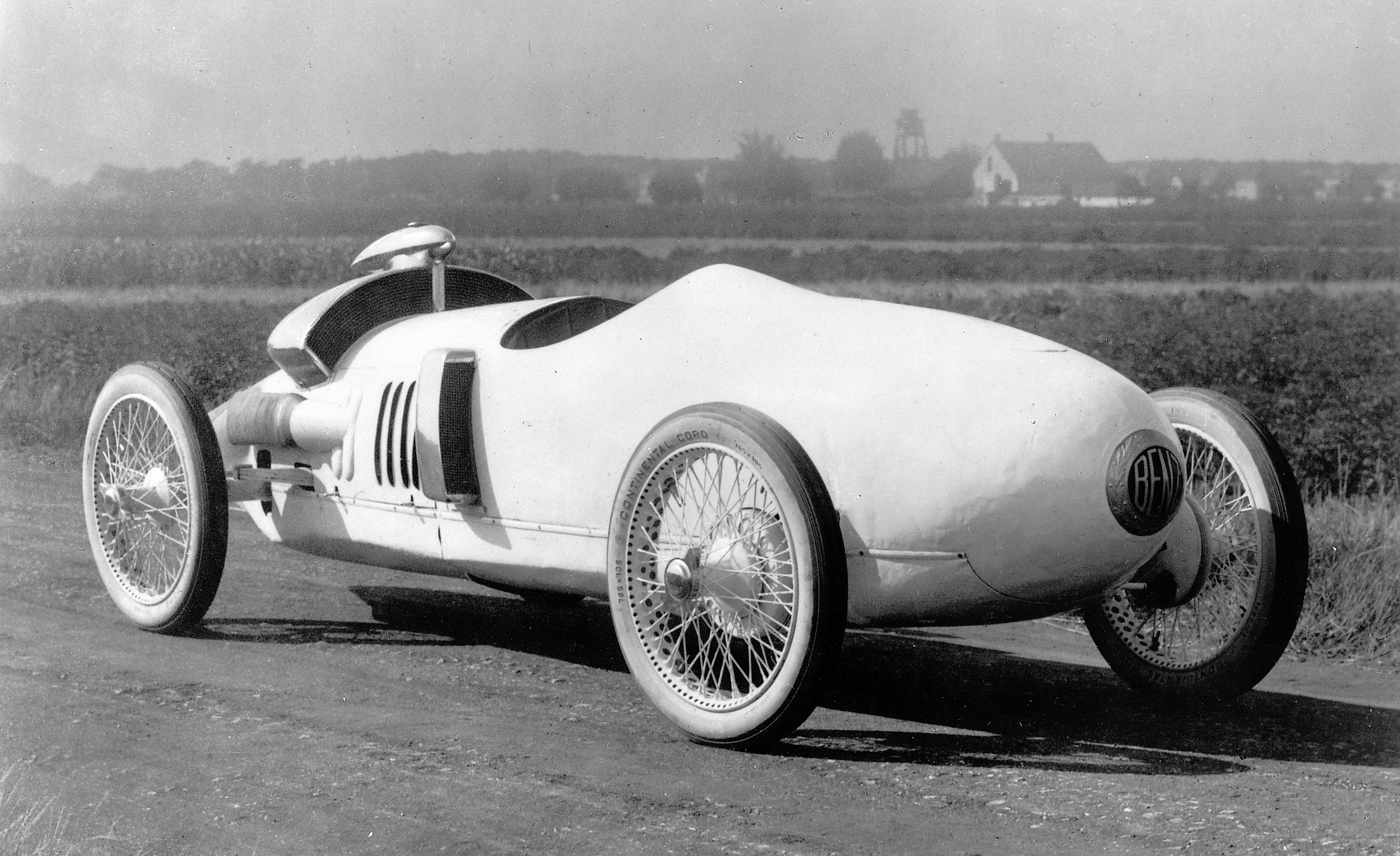
1923年 ベンツ・トロップフェンワーゲン
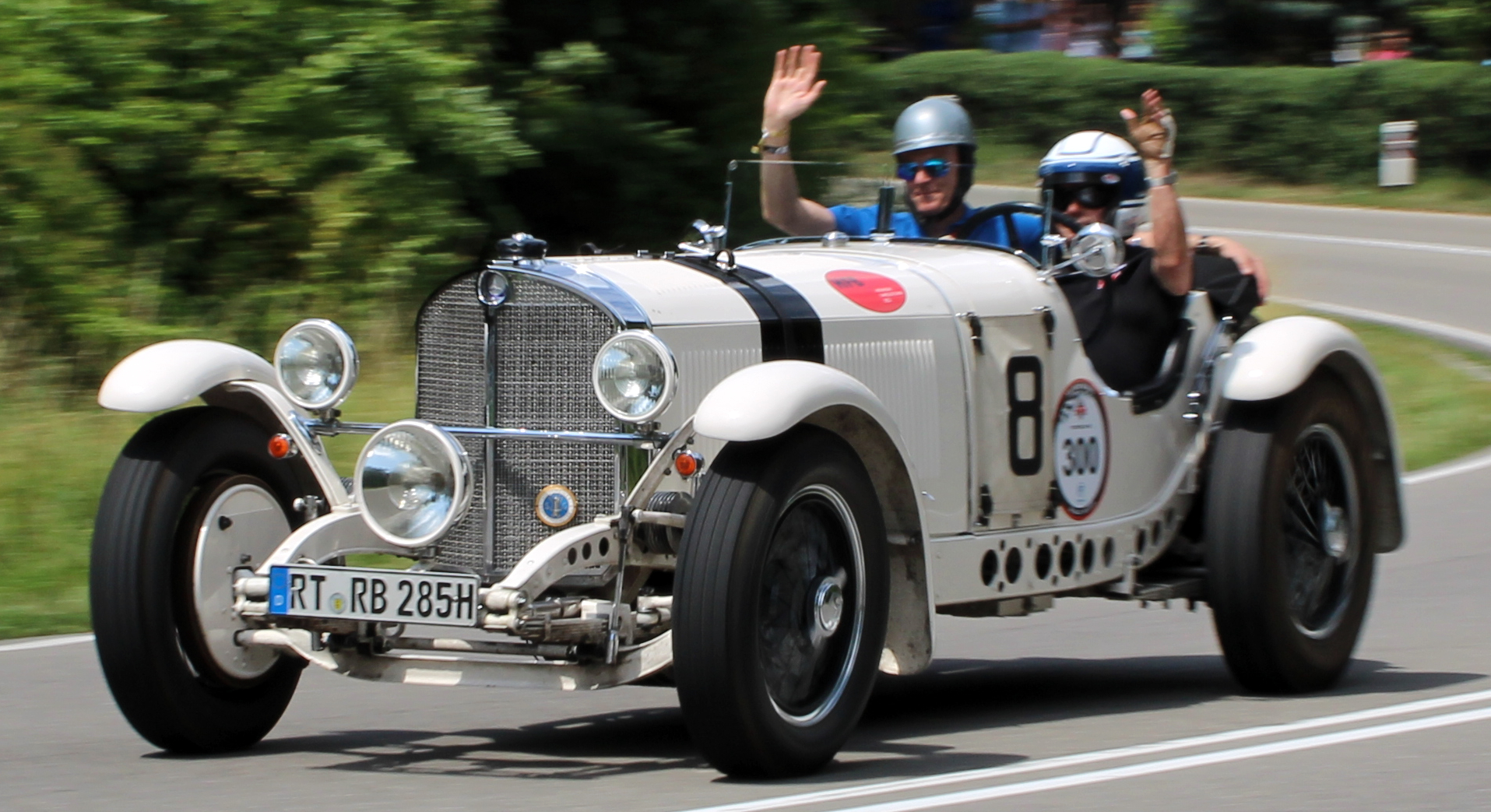
1931年 SSKL※
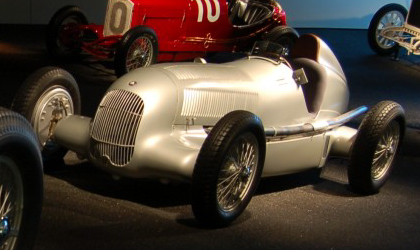
1934年 W25

## 栄典
- 1922年・名誉博士（カールスルーエ工科大学）[W 1]